# Distrikt Chivay
Der Distrikt Chivay liegt in der Provinz Caylloma in der Region Arequipa in Südwest-Peru. Der Distrikt hat eine Fläche von 242 km². Beim Zensus 2017 wurden 5770 Einwohner gezählt. Im Jahr 1993 lag die Einwohnerzahl bei 4032, im Jahr 2007 bei 6532. Die Distriktverwaltung befindet sich in der 3635 m hoch gelegenen Provinzhauptstadt Chivay mit 5622 Einwohnern (Stand 2017).

## Geographische Lage
Der Distrikt Chivay liegt am Südufer des nach Westen fließenden Río Colca. Oberhalb des Colca-Tals wird auf Terrassen Landwirtschaft betrieben. Es gibt mehrere Aussichtspunkte mit Blick über die Schlucht. Diese werden von Touristen frequentiert. Das Bergland im Süden des Distrikts ist trocken und öde. Im Süden des Distrikts erhebt sich der (5425 m) hohe Nevado Huarancate.
Der Distrikt Chivay grenzt im Süden und im Südwesten an den Distrikt Yanque, im Westen an den Distrikt Coporaque, im Nordwesten an den Distrikt Tuti, im äußersten Norden an den Distrikt Sibayo sowie im Osten an den Distrikt Callalli.